# Parafia św. Wawrzyńca w Barczewku
Parafia św. Wawrzyńca w Barczewku – parafia rzymskokatolicka, znajdująca się w archidiecezji warmińskiej, w dekanacie Barczewo. W parafii posługują księża diecezjalni. Według stanu na lipiec 2025 proboszczem parafii był ks. Piotr Jan Kaczmarczyk.